# Oranżówka wrzecionowatozarodnikowa

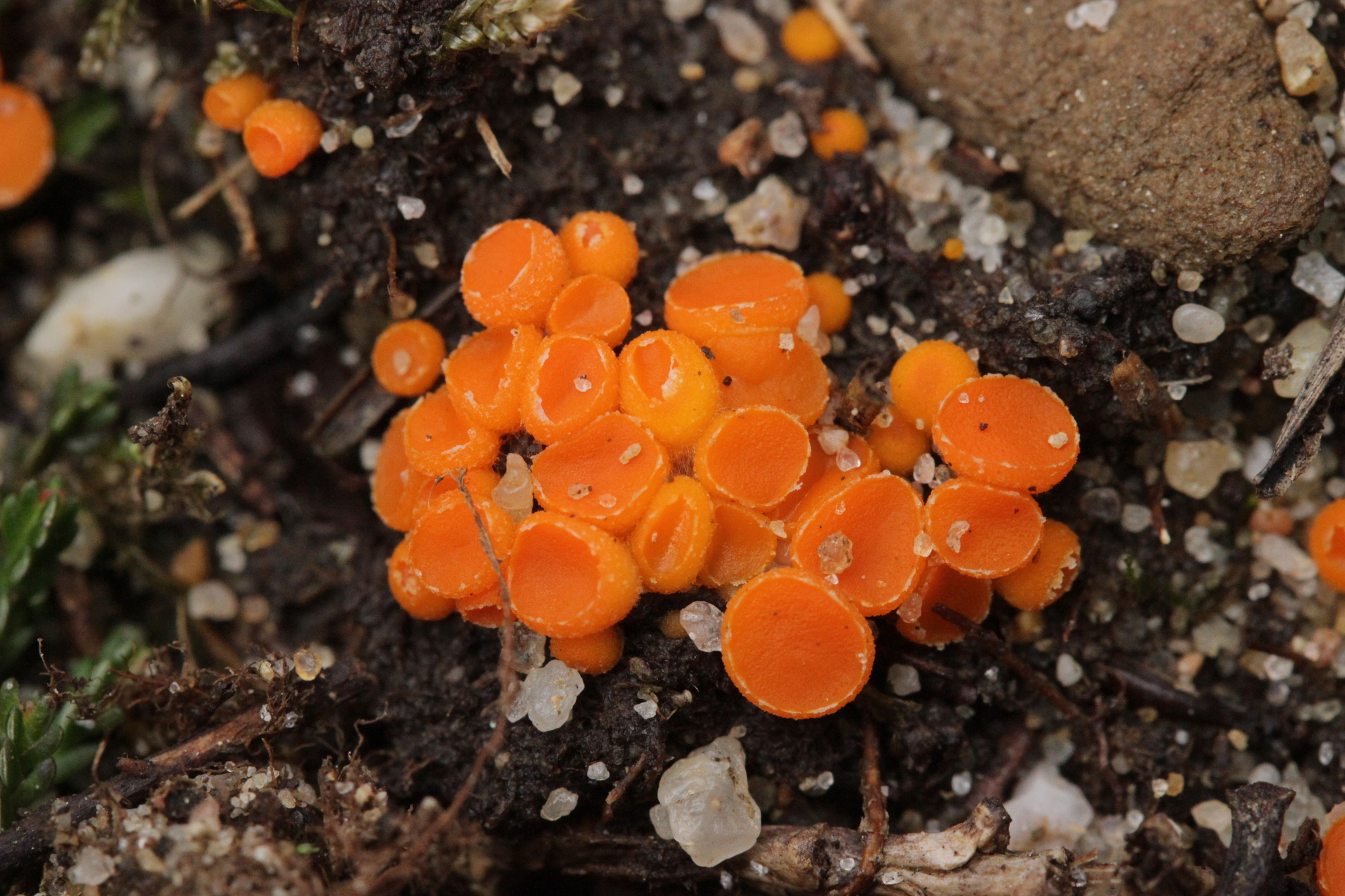

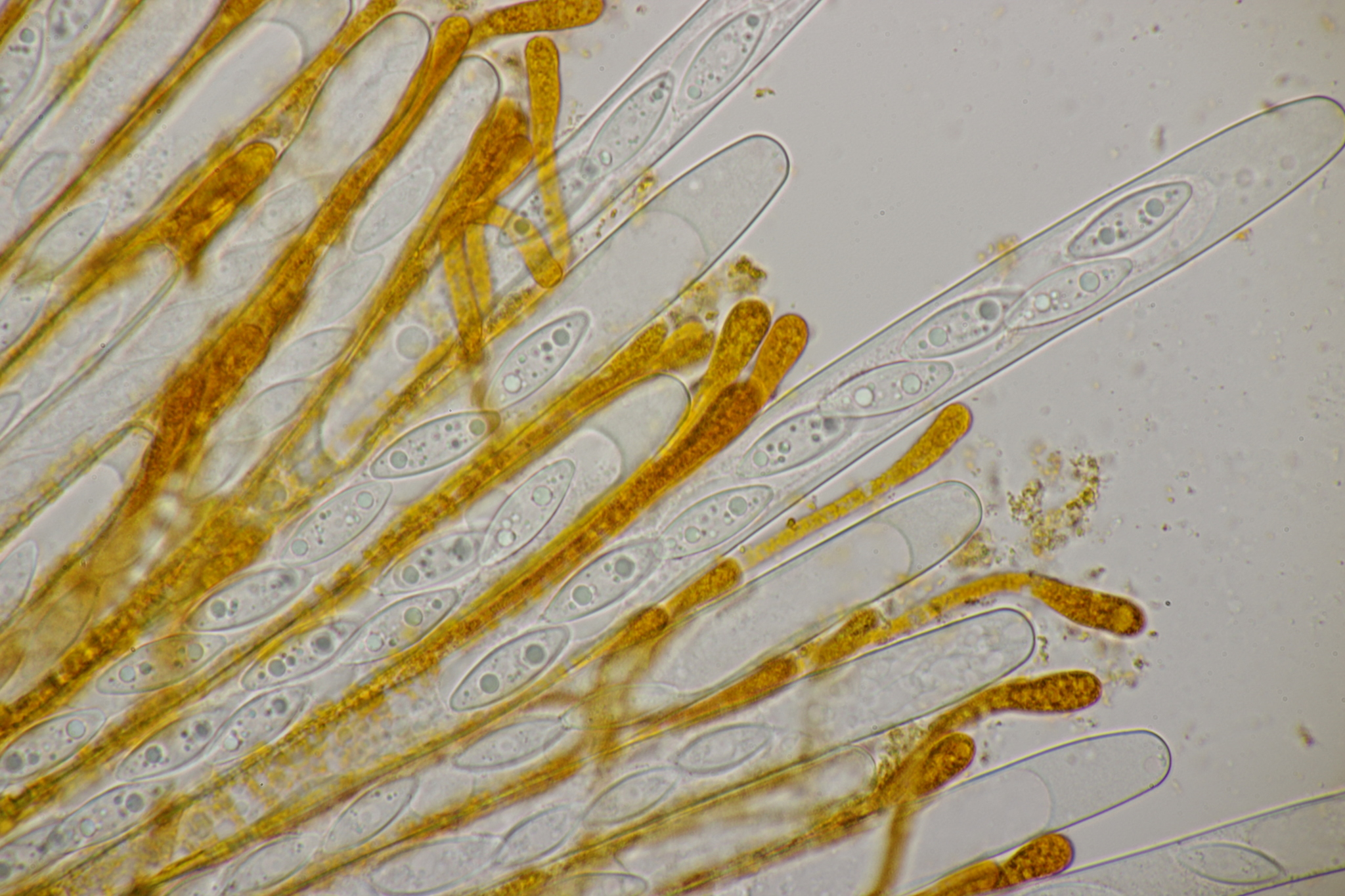

Oranżówka wrzecionowatozarodnikowa (Byssonectria fusispora (Berk.) Rogerson & Korf) – gatunek grzybów z rodziny Pyronemataceae.

## Systematyka i nazewnictwo
Pozycja w klasyfikacji według Index Fungorum: Byssonectria, Pyronemataceae, Pezizales, Pezizomycetidae, Pezizomycetes, Pezizomycotina, Ascomycota, Fungi.
Po raz pierwszy takson ten opisał w 1846 r. Miles Joseph Berkeley, nadając mu nazwę Peziza fusispora. Obecną, uznaną przez Index Fungorum nazwę nadali mu w 1971 roku Clark Thomas Rogerson i Richard Paul Korf.
Ma 22 synonimy. Niektóre z nich:
- Byssonectria aggregata (Berk. & Broome) Rogerson & Korf 1971
- Inermisia aggregata (Berk. & Broome) Svrček 1969
- Inermisia fusispora (Berk.) Rifai 1968
- Octospora aggregata (Berk. & Broome) Eckblad 1968
- Octospora fusispora (Berk.) Brumm. 1967[2].

Nazwy polskie na podstawie rekomendacji Komisji ds. Nazewnictwa Grzybów.

## Morfologia
Owocniki tworzy gromadnie, często stłoczone. Są pomarańczowożółte, półkuliste, lekko wklęsłe lub całkiem płaskie, z delikatnym błoniastym brzegiem, słabo owłosione, nieco zagłębione w glebie. Worki cylindryczne, owalne. Zarodniki wrzecionowate, o nieco zaokrąglonych obydwu końcach i zawierające dwie kuliste gutule, z których każda również zawiera gutulę.
Owocniki mają średnicę 1–3 mm. Górna powierzchnia (hymenialna) jest gładka, podczas gdy powierzchnia dolna, niepłodna, nieco bledsza i szorstka. Owocniki początkowo są kuliste, ale spłaszczają się w miarę dojrzewania. Worki o wymiarach 220–250 × 12–13 µm, 8-zarodnikowe, z parafizami, nieamyloidalne. Zarodniki wrzecionowate, z zaokrąglonymi końcami, gładkie, 17–24 × 8–10 µm, szkliste, każdy zawiera dwie duże oleiste gutule i zwykle także kilka mniejszych.
Jest wiele podobnych gatunków występujących na podobnych siedliskach. Ich rozróżnienie wymaga zwykle badań mikroskopowych. Dość charakterystyczną cechą Byssonectria fusispora są wrzecionowate zarodniki, raczej niespotykane wśród kustrzebkowców.

## Występowanie i siedlisko
Byssonectria fusispora występuje na wszystkich kontynentach poza Antarktydą. W Europie występuje na całym obszarze; od Morza Śródziemnego po północne krańce Półwyspu Skandynawskiego i od Islandii po Ural. W Polsce po raz pierwszy stanowiska tego gatunku podał Bogumir Eichler w 1902 r. Aktualne stanowiska tego gatunku podaje internetowy atlas grzybów. Znajduje się w nim na liście gatunków zagrożonych i wartych objęcia ochroną.
Grzyb saprotroficzny występujący na ściółce leśnej, także na dobrze zgniłej słomie, na wypaleniskach, odchodach zwierzęcych i sporadycznie na glebie o wysokiej zawartości azotu pochodzącego z moczu.